# Ван Сяоцянь
Ван Сяоцянь (кит. 王小倩, пін. Wáng Xiǎoqiàn; нар. 12 лютого 1996) — китайська борчиня вільного стилю, бронзова призерка чемпіонату світу, бронзова призерка чемпіонату Азії.

## Життєпис
Боротьбою почала займатися з 2005 року. У 2018 році стала бронзовою призеркою чемпіонату світу серед молоді. Наступного року на цих же змаганнях  завоювала срібну медаль.
Виступала за борцівський клуб Гуандуну. Тренер — Сю Куй Юань.

## Спортивні результати на міжнародних змаганнях

### Виступи на Чемпіонатах світу
| Змагання                        | Збірна | Вагова категорія          | Місце  |
| ------------------------------- | ------ | ------------------------- | ------ |
| Чемпіонат світу з боротьби 2014 | КНР    | жіноча боротьба, до 63 кг | 10     |
| Чемпіонат світу з боротьби 2019 | КНР    | жіноча боротьба, до 65 кг | Бронза |

### Виступи на Чемпіонатах Азії
| Змагання                       | Збірна | Вагова категорія          | Місце  |
| ------------------------------ | ------ | ------------------------- | ------ |
| Чемпіонат Азії з боротьби 2017 | КНР    | жіноча боротьба, до 63 кг | Бронза |

### Виступи на інших змаганнях
| Змагання                                                     | Збірна | Вагова категорія          | Місце  |
| ------------------------------------------------------------ | ------ | ------------------------- | ------ |
| Гран-прі Парижа з боротьби 2015                              | КНР    | жіноча боротьба, до 63 кг | Золото |
| Гран-прі Іспанії з боротьби 2015                             | КНР    | жіноча боротьба, до 63 кг | Бронза |
| Тестовий турнір UWW 2016                                     | КНР    | жіноча боротьба, до 63 кг | Срібло |
| Олімпійський кваліфікаційний турнір з боротьби 2016 (Астана) | КНР    | жіноча боротьба, до 63 кг | Золото |
| Відкритий чемпіонат Польщі з боротьби 2016                   | КНР    | жіноча боротьба, до 63 кг | 9      |
| Cerro Pelado International 2017                              | КНР    | жіноча боротьба, до 69 кг | Золото |
| Відкритий чемпіонат Китаю з боротьби 2018                    | КНР    | жіноча боротьба, до 68 кг | Срібло |
| Тестовий турнір UWW 2019                                     | КНР    | жіноча боротьба, до 68 кг | Золото |
| Турнір Маттео Пелліцоне 2020                                 | КНР    | жіноча боротьба, до 68 кг | 14     |

### Виступи на змаганнях молодших вікових груп
| Змагання                                     | Збірна | Вагова категорія          | Місце  |
| -------------------------------------------- | ------ | ------------------------- | ------ |
| Чемпіонат світу з боротьби серед молоді 2018 | КНР    | жіноча боротьба, до 72 кг | Бронза |
| Чемпіонат світу з боротьби серед молоді 2019 | КНР    | жіноча боротьба, до 72 кг | Срібло |